# Карагайлы (Бородулихинский район)
Карагайлы (каз. Қарағайлы,до 2011 г. — Арбузное) — село в Бородулихинском районе Абайской области Казахстана. Входит в состав Новопокровского сельского округа. Код КАТО — 633859200.

## Население
В 1999 году население села составляло 36 человек (16 мужчин и 20 женщин). По данным переписи 2009 года, в селе проживали 94 человека (51 мужчина и 43 женщины).